# John Anthony Winston
John Anthony Winston (Contea di Madison, 4 settembre 1812 – Mobile, 21 dicembre 1871) è stato un politico statunitense. Fu il 11º governatore dell'Alabama dal 1853 al 1857 per due mandati consecutivi.
Nel 1834 divenne proprietario di varie piantagioni di cotone e poco dopo fondò la John A. Winston Cotton Commission House, un'azienda che lo tenne impegnato per tutta la vita. Fu membro del Senato dell'Alabama (di cui fu anche presidente dal 1845 al 1849). Durante il suo mandato da governatore dell'Alabama promosse varie riforme scolastiche e permise la nascita della Louisville and Nashville Railroad.

## Biografia
Nacque nel 1812 nella contea di Madison in Alabama, figlio di William Winston e Mary Cooper nati a Tuscumbia. William a sua volta era il figlio di Anthony Winston e Keziah Jones, ex residenti della contea di Buckingham in Virginia. John Anthony Winston sposò sua cugina Mary Agness Jones (1819 – 1835), il 7 agosto 1832, nella contea di Madison, successivamente i due avranno una figlia, Mary Agnes Winston. John A. Winston morì il 21 dicembre 1871 a Mobile in Alabama, fu sepolto nel cimitero privato della famiglia Winston vicino a Gainesville nella contea di Sumter in Alabama.